# Premier ministre du Vietnam
Le Premier ministre du Vietnam, officiellement, le Premier ministre du gouvernement de la république socialiste du Vietnam (en vietnamien : Thủ tướng Chính phủ nước Cộng hòa Xã hội chủ nghĩa Việt Nam), dénommé président du Conseil des ministres de 1976 à 1992, est le chef du gouvernement du Vietnam. Élu par l'Assemblée nationale sur proposition du président du Vietnam, il est à la tête du gouvernement du Vietnam.

## Compétences
Conformément à la Constitution de la république socialiste du Vietnam, les attributions du Premier ministre sont :
1. Diriger les activités du gouvernement, des membres de celui-ci et des comités populaires locaux ; présider les réunions du gouvernement ;
2. Proposer à l'Assemblée nationale de créer ou de dissoudre des ministères et des administrations ayant rang ministériel, soumettre à l'approbation de l'Assemblée nationale des propositions relatives à la nomination, la décharge et la révocation des vice-Premiers ministres, de ministres et d'autres membres du gouvernement."
3. Nommer, révoquer et mettre fin aux fonctions des vice-ministres et des autres personnalités de rang équivalent ; approuver les résultats d’élection, de révocation, de mutation ou de cessation de fonctions des présidents et des vice-présidents des Comités populaires de province ;
4. Suspendre ou annuler les décisions, circulaires ou directives des ministres et des autres membres du gouvernement, les décisions, les directives des Comités populaires de province et des présidents de ces Comités qui sont contraires à la Constitution, à la loi et aux textes des autorités supérieures ;
5. Suspendre l’application des résolutions des conseils populaires de province qui sont contraires à la Constitution, à la loi et aux textes des autorités supérieures et demander l’annulation de ces résolutions au Comité permanent de l’Assemblée nationale ;
6. Rendre compte à la nation, au moyen des médias, des questions importantes devant être réglées par le Gouvernement[1].

## Liste des titulaires
| Portrait         | Nom                                                         | Début du mandat  | Fin du mandat     | Fonction                           | Parti politique             |
| ---------------- | ----------------------------------------------------------- | ---------------- | ----------------- | ---------------------------------- | --------------------------- |
|                  | Phạm Văn Đồng (1er mars 1906 - 29 avril 2000)               | 2 juillet 1976   | 18 juin 1987      | Président du Conseil des ministres | Parti communiste vietnamien |
|                  | Phạm Hùng (11 juin 1912 - 10 mars 1988)                     | 18 juin 1987     | 10 mars 1988      | Président du Conseil des ministres | Parti communiste vietnamien |
|                  | Võ Văn Kiệt (par intérim) (23 novembre 1922 - 11 juin 2008) | 10 mars 1988     | 22 juin 1988      | Président du Conseil des ministres | Parti communiste vietnamien |
|                  | Đỗ Mười (2 février 1917 - 1er octobre 2018)                 | 22 juin 1988     | 8 août 1991       | Président du Conseil des ministres | Parti communiste vietnamien |
|                  | Võ Văn Kiệt (23 novembre 1922 - 11 juin 2008)               | 8 août 1991      | 25 septembre 1997 | Président du Conseil des ministres | Parti communiste vietnamien |
| Premier ministre | Võ Văn Kiệt (23 novembre 1922 - 11 juin 2008)               | 8 août 1991      | 25 septembre 1997 |                                    | Parti communiste vietnamien |
|                  | Phan Văn Khải (25 décembre 1933 - 17 mars 2018)             | 24 novembre 1997 | 24 juin 2006      |                                    | Parti communiste vietnamien |
|                  | Nguyễn Tấn Dũng (17 novembre 1949 -)                        | 27 juin 2006     | 7 avril 2016      |                                    | Parti communiste vietnamien |
|                  | Nguyễn Xuân Phúc (17 novembre 1954 -)                       | 7 avril 2016     | 5 avril 2021      |                                    | Parti communiste vietnamien |
|                  | Phạm Minh Chính (10 decembre 1958 -)                        | 5 avril 2021     | en fonction       |                                    | Parti communiste vietnamien |